# Phare de Watch Hill
Le phare de Watch Hill (en anglais : Watch Hill Light), est un phare actif situé à Watch Hill, Rhode Island (en), dans la ville de Westerly une île côtière dans le comté de Washington (État de Rhode Island).

## Histoire
Le premier phare de Watch Hill a été établi en 1745 par la colonie de Rhode Island et des plantations de Providence au cours de la guerre de la Conquête contre les Français et les Indiens. La structure d'origine a été détruite lors d'une tempête de 1781 et il a été question de construire un nouveau phare pour marquer l'entrée est du Fishers Island Sound et pour avertir les marins d'un récif dangereux au sud-ouest de Watch Hill.
Le président Thomas Jefferson signa l'acte de construction du phare en 1806, qui fut achevé en 1807. Le premier phare mesurait 11 mètres de haut. En 1827, une lumière tournante a été installée pour le différencier de Stonington Harbor Light dans le Connecticut. L'érosion l'a forcé à fermer en 1855 et à s'éloigner du bord du bluff. Le phare suivant a été inauguré en 1856 et reste la structure actuelle, avec une hauteur de 14 m. Le feu a été automatisé en 1986 et loué à la Watch Hill Lightkeepers Association.
Il y a un petit musée dans l'ancienne maison à carburant dans lequel la lentille de Fresnel d'origine du 4e ordre et son mécanisme de rotation sont exposés. Le bâtiment dû signal de brouillard de 1909 est toujours actif.

### Naufrages
Le navire à vapeur Metis s’est écrasé au large de Watch Hill en 1872, faisant 130 morts. En 1873, le capitaine du phare Jared Starr Crandall reçut la médaille d'or du Congrès pour ses opérations de sauvetage. En 1879, la veuve du capitaine Crandall, Sally Ann (Gavitt) Crandall, y est devenue la première femme gardien de phare. Une United States Life-Saving Service a été construite à proximité, où elle a fonctionné jusque dans les années 1940, puis a été détruite en 1963.
En 1907, le vapeur Larchmont entra en collision avec une goélette, faisant 200 morts proche du phare. L'ouragan de Nouvelle-Angleterre (1938) a gravement endommagé la structure. Le Leif Viking s'est échoué à quelques centaines de mètres de lui en 1962; il n'y a pas eu de blessé, bien que le navire ait été bloqué pendant neuf jours.

## Description
Le phare est une tour en granit avec une galerie et une lanterne de 14 m de haut, reliée à une maison de gardien de deux étages. La tour est non peinte et la lanterne est blanche avec un toit rouge. Il émet, à une hauteur focale de 20 m, un éclat rouge et blanc alternativement de 2,5 secondes par période de 5 secondes. Sa portée est de 14 milles nautiques (environ 26 km).
Il est aussi équipé d'une corne de brume radiocommandée émettant un blast de 3 secondes par période de 30 secondes.

## Caractéristiques dufeu maritime
Fréquence : 5 secondes (R-W)
- Lumière : 2,5 secondes
- Obscurité : 2,5 secondes.

Identifiant : ARLHS : USA-872 ; USCG : 1-19795 - Amirauté : J0658 .
|            |
| Watch Hill |

|                 |
| Le phare actuel |

### Lien connexe
- Liste des phares au Rhode Island